# 21607 Robel
A 21607 Robel (ideiglenes jelöléssel 1999 GG34) a Naprendszer kisbolygóövében található aszteroida. A LINEAR projekt keretében fedezték fel 1999. április 6-án.